# Türkische Badmintonmeisterschaft 2017
Die Türkische Badmintonmeisterschaft 2017 fand vom 16. bis zum 19. Februar 2017 in Bursa statt. 

## Medaillengewinner
| Disziplin    | Gold                           | Silber                     | Bronze                           |
| ------------ | ------------------------------ | -------------------------- | -------------------------------- |
| Herreneinzel | Emre Lale                      | Sinan Zorlu                | Murat Şen                        |
| Herreneinzel | Emre Lale                      | Sinan Zorlu                | Muhammed Ali Kurt                |
| Dameneinzel  | Cemre Fere                     | Neslihan Yiğit             | Kader İnal                       |
| Dameneinzel  | Cemre Fere                     | Neslihan Yiğit             | Aliye Demirbağ                   |
| Herrendoppel | Yusuf Ramazan Bay Sinan Zorlu  | Serdar Koca Emre Lale      | İbrahim Haktan Doğan Osman Uyhan |
| Herrendoppel | Yusuf Ramazan Bay Sinan Zorlu  | Serdar Koca Emre Lale      | Enis Sesalan Ramazan Tekdemir    |
| Damendoppel  | Bengisu Erçetin Nazlı Can İnci | Özge Bayrak Cemre Fere     | Kader İnal Fatma Nur Yavuz       |
| Damendoppel  | Bengisu Erçetin Nazlı Can İnci | Özge Bayrak Cemre Fere     | Büşra Ünlü Ebru Yazgan           |
| Mixed        | Yusuf Ramazan Bay Özge Bayrak  | Osman Uyhan Aliye Demirbağ | Emre Sönmez Bengisu Erçetin      |
| Mixed        | Yusuf Ramazan Bay Özge Bayrak  | Osman Uyhan Aliye Demirbağ | Ahmetcan Oruç Neslihan Yiğit     |